# Анальгезия
Анальгези́я, аналгезия, аналгия (от лат. analgesia, analgia, дословно — «без боли») — уменьшение болевой чувствительности (в том числе избирательное, когда другие виды чувствительности не затрагиваются) с помощью фармакологических препаратов различных групп (наркотические анальгетики, нестероидные противовоспалительные средства, спазмолитики и др.), хирургических методов (нейротомия), физиотерапевтического воздействия (электроаналгезия по методике электросна, электромагнитные поля ультравысокой, высокой и сверхвысокой частоты, низкочастотные магнитные поля и др.). Интенсивность восприятия боли может снижаться до полной невозможности её восприятия.
Анальгезия может наблюдаться при некоторых заболеваниях нервной системы.
Анальгезию путем гипноза исследовали В. М. Бехтерев и В. М. Нарбут.
Очень редки случаи врождённой анальгезии, в этом случае человек должен соблюдать определённый график наблюдений за своим телом и часто посещать врача, чтобы предупредить развитие заболеваний, которые у обычных людей диагностируются болевыми ощущениями.